# Stefan Rowecki
Stefan Paweł Rowecki (pseudònim: Grot, anomenat Stefan Grot-Rowecki, 25 de desembre de 1895 - 2 d'agost de 1944) va ser un general polonès, periodista i el cabdill de l'Armia Krajowa, el principal moviment de resistència a Polònia contra l'Alemanya nazi.

## Biografia
Va néixer a Piotrków Trybunalski. Allà era un dels organitzadors d'una organització d'Escoltisme secreta. Durant la I Guerra Mundial va ser allistat a l'exèrcit austrohongarès, i d'allà a la 1a Brigada de les Legions Poloneses. Va ser internat a l'agost de 1917 quan la major part de la seva unitat es va negar a jurar fidelitat a l'emperador d'Àustria. Al febrer de 1918 va ser alliberat del camp d'internament i s'uní a l'Exèrcit Polonès.
Lluità a la Guerra Poloneso-Soviètica de 1919-20, i després restà a l'exèrcit. Entre 1930-1935 va ser el comandant del 55è Regiment d'Infanteria a Leszno. Des de juny de 1939 organitzà la Brigada Blindada Motoritzada de Varsòvia. Mentre que la seva unitat encara no tenia una mobilització total, prengué part en la Campanya de Setembre.
Després de la desfeta polonesa, Rowecki aconseguí no ser capturat i tornà a Varsòvia i a l'octubre mateix esdevingué un dels líders, i el 1940 el comandant del Zwiazek Walki Zbrojnej, embrió de l'Armia Krajowa.
El 1941 organitzà sabotatges a l'est dels territoris de la frontera polonesa anterior a la guerra. El 30 de juny de 1943 va ser arrestat per la Gestapo a Varsòvia i enviat a Berlín, on va ser interrogat per diversos alts càrrecs nazis (Ernst Kaltenbrunner, Heinrich Himmler i Heinrich Müller). Se li va oferir alguna mena d'acord sobre una aliança anti-bolxevic, però refusà. Probablement va ser assassinat a l'agost de 1944 al Camp de concentració de Sachsenhausen. Va ser arrestat per la traïció del tinent Ludwik Kalkstein "Hanka", del major Eugeniusz Swierczewski "Genes" i de Blanka Kaczorowska "Sroka". Tots ells eren membres de l'Armia Krajowa i de la Gestapo, i van ser sentenciats a mort pel Tribunal de Guerra de l'Estat Polonès Secret per alta traïció. Només Swierczewski va ser executat.

## Condecoracions
- Orde de l'Àliga Blanca a títol pòstum (11-11-1995)
- Orde Virtuti Militari de IV i V Classe
- Creu al Valor 8 vegades: 4 per la Guerra Poloneso-Soviètica i 4 per la Guerra Defensiva de Polònia de 1939
- Orde Polònia Restituta de IV Classe
- Creu al Mèrit de I Classe
- Creu de la Independència
- Creu de l'Exèrcit Local
- Medalla de la Defensa de Polònia
- Medalla del 10è Aniversari de la Independència
- Comandant de la Legió del Mèrit a títol pòstum (9-8-1984) per Ronald Reagan (Estats Units)
- Legió d'Honor (França)